# Chapelle Saint-Étienne de Marin
Pour les articles homonymes, voir Chapelle Saint-Étienne.
La chapelle Saint-Étienne de Marin est une chapelle située sur la commune de Marin, non loin de Thonon-les-Bains en Haute-Savoie, France.

## Situation
La pierre se trouve au Mas des Vignes de la Chapelle, propriété privée, située sur lieu-dit Les vignes de la Chapelle.

## Classement
La chapelle Saint-Étienne de Marin fait l'objet d'une inscription au titre des monuments historiques depuis le 5 juin 1941.